# Austrochoreia latiscutum
Austrochoreia latiscutum är en stekelart som beskrevs av Girault 1929. Austrochoreia latiscutum ingår i släktet Austrochoreia och familjen sköldlussteklar. Inga underarter finns listade.